# Damernas 3 000 meter i hastighetsåkning på skridskor vid olympiska vinterspelen 1984
Damernas 3 000 meter i skridskor vid de olympiska vinterspelen 1984 avgjordes den 15 februari 1984, vid Olimpijska Dvorana Zetra. Loppet vanns av Andrea Schöne från Östtyskland.
26 deltagare från 14 nationer deltog i tävlingen.

## Rekord
Gällande världsrekord och olympiskt rekord före Vinter-OS 1984:
| Världsrekord     | Gabi Zange (GDR)       | 4:21,70 | Alma-Ata, Kazakiska SSR, Sovjetunionen | 28 mars 1981     |
| Olympiskt rekord | Bjørg Eva Jensen (NOR) | 4:32,13 | Lake Placid, New York, USA             | 20 februari 1980 |

Följande nytt olympiskt rekord sattes under tävlingen.
| Datum       | Idrottare                  | Nation      | Tid     | OR | VR |
| ----------- | -------------------------- | ----------- | ------- | -- | -- |
| 15 februari | Andrea Schöne-Mitscherlich | Östtyskland | 4:24,79 | OR |    |

## Medaljörer
| Gren        | Guld                      | Guld         | Silver                 | Silver  | Brons                       | Brons   |
| 3 000 meter | Andrea Schöne Östtyskland | 4.24,79 (OR) | Karin Enke Östtyskland | 4.26,33 | Gabi Schönbrunn Östtyskland | 4.33,11 |

## Resultat
| Placering | Idrottare               | Nation        | Tid     | Tid bakom | Noteringar |
| --------- | ----------------------- | ------------- | ------- | --------- | ---------- |
| 1         | Andrea Schöne           | Östtyskland   | 4:24,79 | –         | (OR)       |
| 2         | Karin Enke              | Östtyskland   | 4:26,33 | +1,54     |            |
| 3         | Gabi Schönbrunn         | Östtyskland   | 4:33,13 | +8,34     |            |
| 4         | Olga Plesjkova          | Sovjetunionen | 4:34,42 | +9,63     |            |
| 5         | Yvonne van Gennip       | Nederländerna | 4:34,80 | +10,09    |            |
| 6         | Mary Docter             | USA           | 4:36,25 | +11,46    |            |
| 7         | Bjørg Eva Jensen        | Norge         | 4:36,28 | +11,49    |            |
| 8         | Valentina Lalenkova     | Sovjetunionen | 4:37,36 | +12,57    |            |
| 9         | Natalja Petrusjova      | Sovjetunionen | 4:39,36 | +14,57    |            |
| 10        | Nancy Swider-Peltz      | USA           | 4:40,10 | +15,31    |            |
| 11        | Annette Carlén-Karlsson | Sverige       | 4:40,36 | +15,57    |            |
| 12        | Jane Goldman            | USA           | 4:42,49 | +17,70    |            |
| 13        | Thea Limbach            | Nederländerna | 4:42,84 | +18,05    |            |
| 14        | Erwina Ryś-Ferens       | Polen         | 4:42,90 | +18,11    |            |
| 15        | Natalie Grenier         | Kanada        | 4:48,60 | +23,81    |            |
| 16        | Pak Gum-hyon            | Nordkorea     | 4:49,26 | +24,47    |            |
| 17        | Han Chun-ok             | Nordkorea     | 4:51,91 | +27,12    |            |
| 18        | Sigrid Smuda            | Västtyskland  | 4:53,22 | +28,43    |            |
| 19        | Seiko Hashimoto         | Japan         | 4:53,38 | +28,59    |            |
| 20        | Kim Chang-hae           | Nordkorea     | 4:58,41 | +33,62    |            |
| 21        | Wang Guifang            | Kina          | 4:59,32 | +34,53    |            |
| 22        | Wang Xiuli              | Kina          | 5:00,15 | +35,36    |            |
| 23        | Kong Meiyu              | Kina          | 5:03,43 | +38,64    |            |
| 24        | Lee Kyung-ja            | Sydkorea      | 5:07,12 | +42,33    |            |
| 25        | Ria Visser              | Nederländerna | 5:14,80 | +50,01    | Fall       |
| 26        | Bibija Kerla            | Jugoslavien   | 5:37,67 | +1.12,47  |            |